# Chiostro Verde

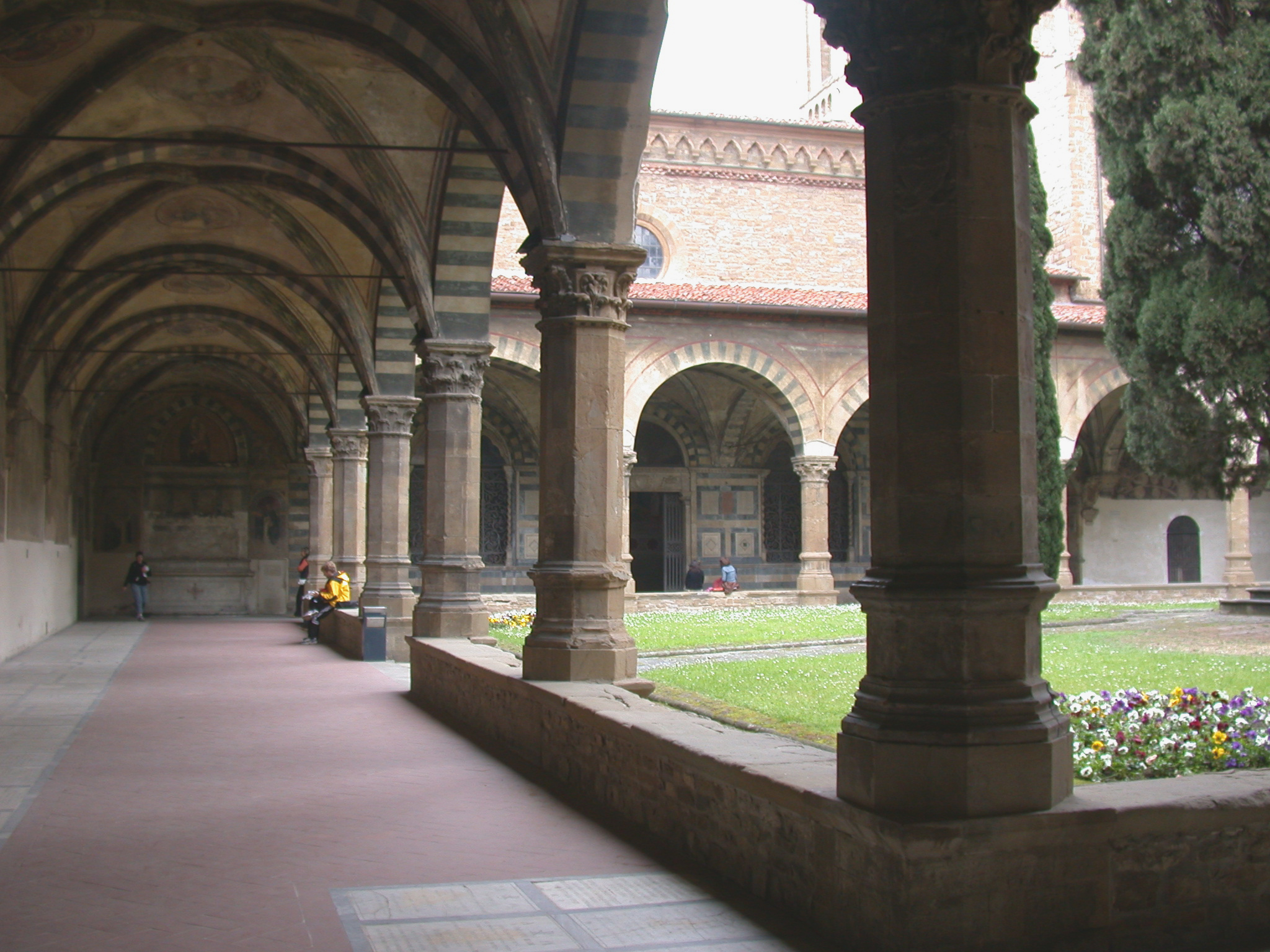
Il Chiostro Verde

Il Chiostro Verde fa parte del complesso del convento di Santa Maria Novella, appartenuto all'ordine domenicano a Firenze. Oggi fa parte del Museo di Santa Maria Novella, uno dei musei civici della città. Da Chiostro Verde, vero cuore del complesso, si accede al Cappellone degli Spagnoli, al Chiostro dei Morti ed al Chiostro Grande.

## Storia
Questa parte del convento venne costruita dal 1332 al 1350 circa su progetto di Fra' Jacopo Talenti, con arcate a sesto ribassato su pilastri ottagonali. I costoloni dipinti a imitazione dei conci bicromi, furono aggiunti nel restauro del 1859, per armonizzare con lo stesso motivo usato all'interno della chiesa. Si accede al chiostro verde, oltre che dalla chiesa, da un passaggio a sinistra della facciata, da piazza Santa Maria Novella, tramite un lungo androne con lapidi funebri ed alcune tracce di affreschi tre e quattrocenteschi.
Il chiostro venne affrescato con pitture in terra verde (un pigmento a base di ossido di ferro e acido silicico), da cui il nome, nella prima metà del Quattrocento. Restaurato nel 1859, fu danneggiato durante l'alluvione del 1966. Gli affreschi furono quindi tutti staccati, prelevate le sinopie (che oggi sono nei depositi della soprintendenza), e ricollocati nel 1983, anche se per alcune lunette i restauri procedono tutt'oggi.

## Affreschi

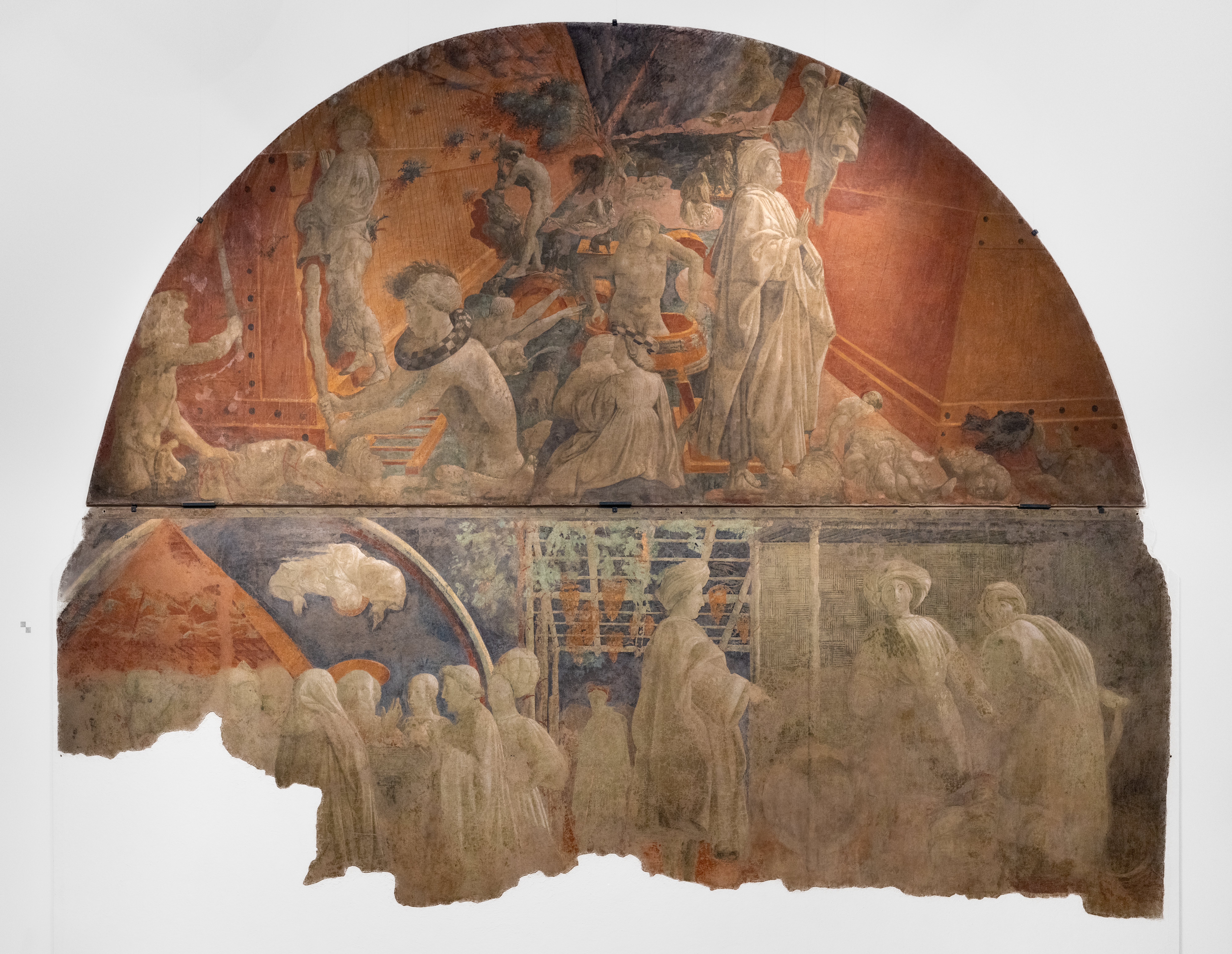
Storia di Noah, Paolo Uccello

Il chiostro è famoso per il ciclo di affreschi in parte realizzato da Paolo Uccello verso il 1425-1430. Tra gli altri artisti che parteciparono alla decorazione vi è, secondo la tradizione risalente a Giorgio Vasari, Dello Delli.

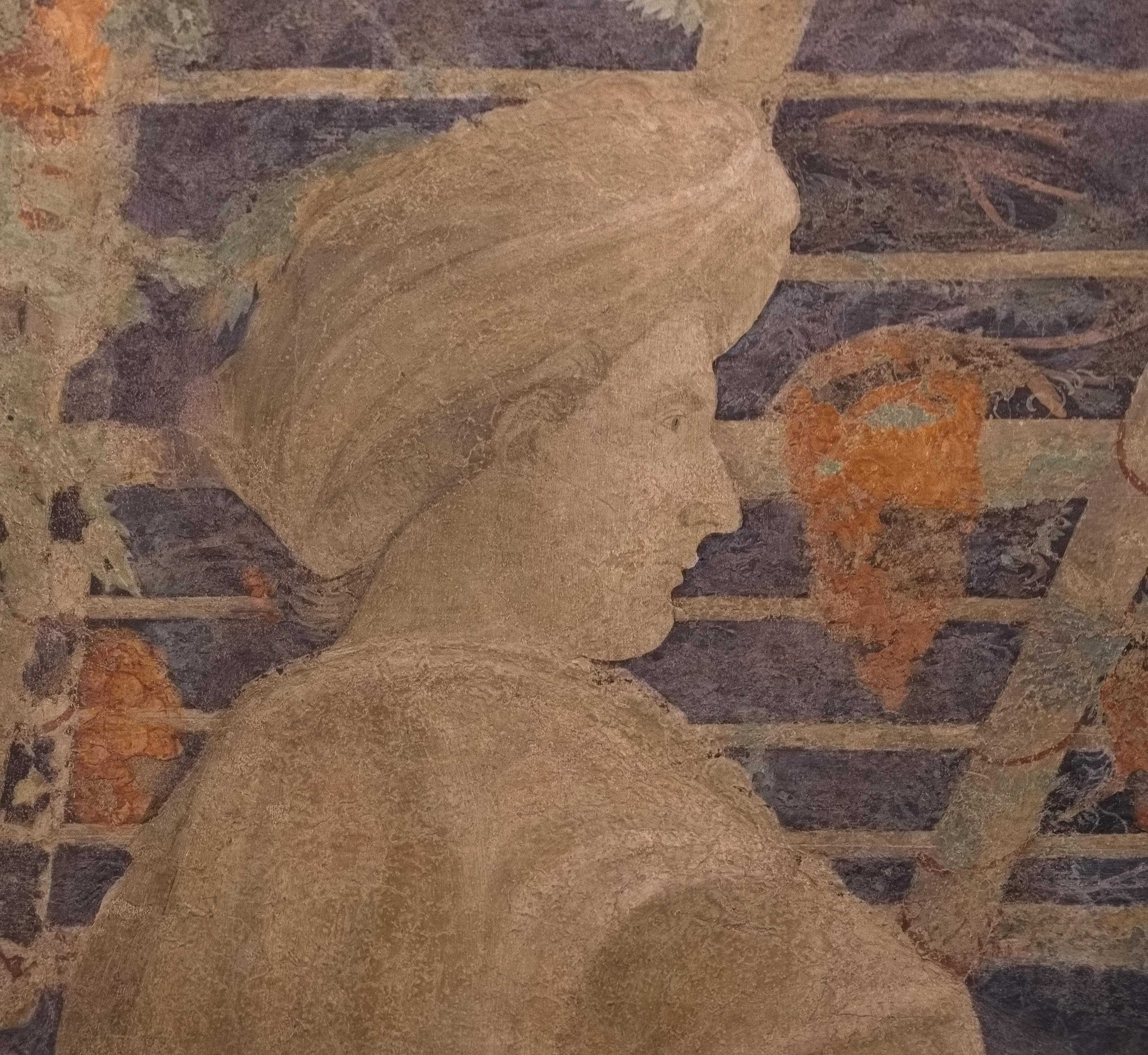
Storia di Noah, detail

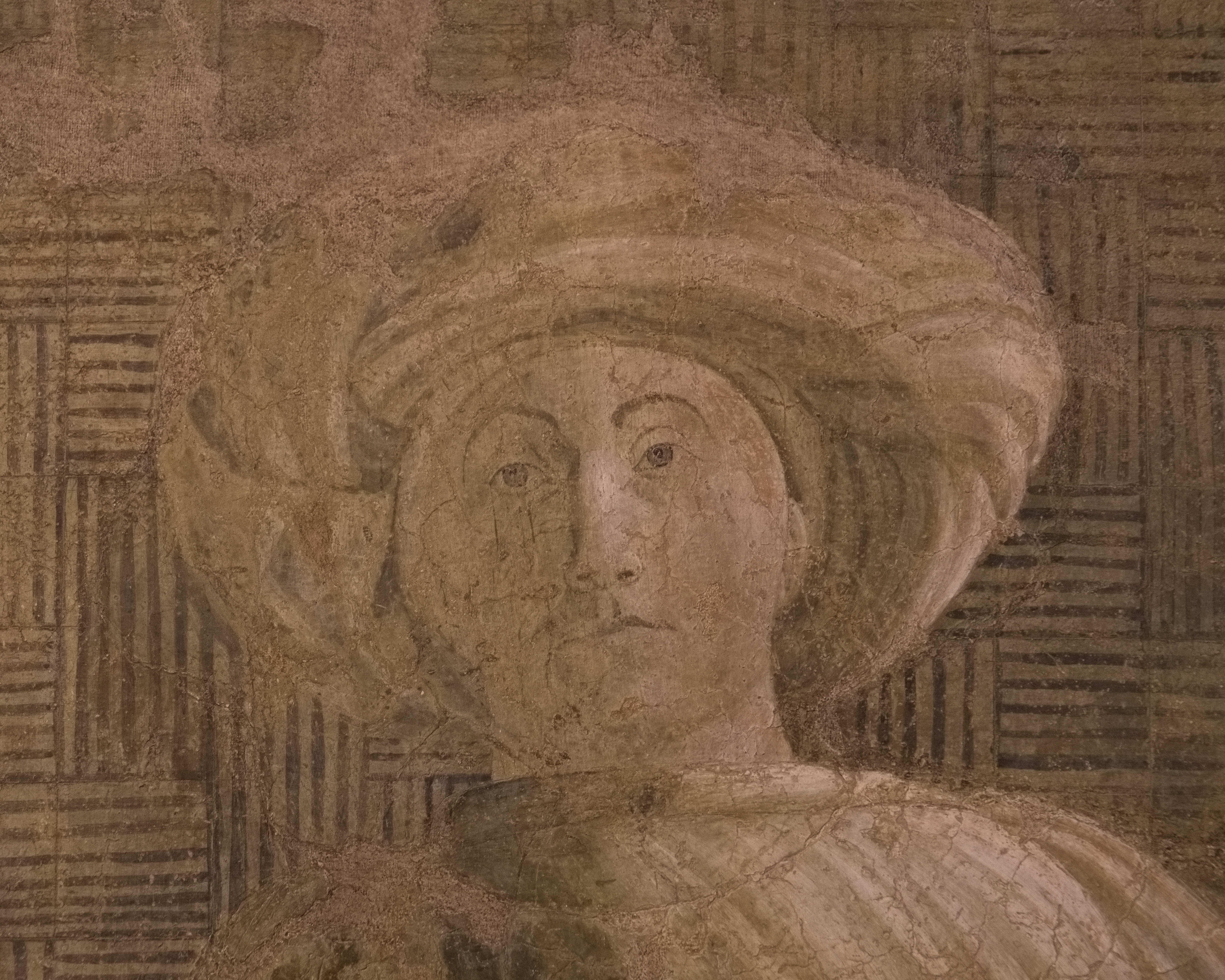
Storia di Noah, detail

Le pitture più antiche risalgono al Trecento e si trovano nell'angolo nordoccidentale, con un Crocifisso tra i santi Domenico e Tommaso (attribuito dal Vasari al misterioso Stefano Fiorentino), una Madonna col Bambino in stile senese (1330 circa, sopra un affresco cinquecentesco con i Santi Domenico e Pietro Martire) e l'Albero domenicano della seconda metà del XIV secolo. Nelle volte sono dipinti sulle vele Busti di santi e beati domenicani, molto lacunosi e risalenti al Trecento.
Le opere più interessanti sono quelle di Paolo Uccello, con Storie della Genesi, che si dispiegano sul lato nord, in continuazione dell'androne di accesso. Il ciclo, probabilmente ideato da Jacopo Passavanti, inizia in fondo con: 
- Creazione degli animali e di Adamo (lunetta), Creazione di Eva e Peccato originale (riquadro)
- Cacciata dal Paradiso terrestre e Lavoro dei progenitori (riquadro), Caino e Abele (riquadro), attribuite alla bottega del maestro
- Lamech (Uccisione di Caino) (lunetta) e l'Arca di Noè (riquadro), attribuite alla bottega del maestro
- Diluvio e recessione delle acque (lunetta) e Sacrificio ed ebbrezza di Noè (riquadro), di mano del Maestro, forse le scene più famose, per l'utilizzo della prospettiva geometrica, dove sono inserite in una complessa spazialità figure e scene frenetiche dall'aspetto visionario.

La prospettiva, la cui definizione si era andata sviluppando a Firenze durante la sua assenza, utilizzata da Paolo Uccello, serve per creare un mondo irreale governato dalle forze centrifughe che si sprigionano dai vari gruppi dove le figure semplici e monumentali, come nelle sculture di Donatello e di Nanni di Banco, sono come bloccate in pose statuarie.
Le storie sugli altri lati non appartengono al maestro, forse ad un artista della sua bottega (Francesco d'Antonio) o forse a quella di Dello Delli. Sono molto affollate e differiscono notevolmente da quelle di Paolo Uccello per stile e per tecnica. Vi sono raffigurate Storie di Abramo sul lato meridionale e Storie di Giacobbe sul lato occidentale.
Storie di Abramo
- Storie di Abramo ad Ur (frammentario)
- Dio ordina ad Abramo di partire per Canaan; Dio appare ad Abramo nella valle di Sichem, Abramo erige un altare e si accama vicino Bethel
- Partenza dall'Egitto, separazione di Abramo e Lot, entrata di Lot a Sodoma; Lot catturato dagli Elamiti in guerra contro il re di Sodoma, Lot liberato da Abramo, benedizione di Melchidesech e giramento di Abramo
- Apparizione dei tre angeli ad Abramo e annuncio della nascita di Isacco; distruzione di Sodoma e fuga di Lot
- Litigio di Isacco e Ismaele, Sara chiede ad Abramo di cacciare Ismaele e Agar, partenza di Agar, Agar e Ismaele nel deserto e apparizione dell'angelo ad Agar; Angelo che ordina ad Abramo il sacrificio di Isacco, viaggio di Abramo e sacrificio
- Morte di Sara, Abramo acquista un terreno e vi seppellisce la moglie; Giuramento di Eliazer al padrone Abramo, Eliazer parte alla ricerca di una moglie per Isacco, preghiera di Eliazer, incontro con Rebecca al pozzo e offerta dei doni
- Incontro di Isacco e Rebecca; Morte di Abramo

Storie di Giacobbe
- Nascita di Esaù e Giacobbe, figli di Isacco e Rebecca, cessione della primogenitura a Giacobbe; Inganno di Giacobbe che si fa benedire da Isacco al posto di Esaù e partenza di Giacobbe verso la casa dello zio Labano (attr. Dello Delli)
- Incontro tra Giacobbe e Rachele; Rachele va ad avvisare il padre Labano, Labano accoglie Giacobbe con le figlie Rachele e Lia; Banchetto di nozze di Giacobbe, Lia concessa in sposa a Giacobbe al posto di Rachele
- Seconde nozze di Giacobbe con Rachele, le schiave Bila e Zilpa offerte a Giacobbe come mogli da Rachele e Lia per incrementare la prole; Giacobbe prevede in sogno l'accrescimento del suo gregge, i figli di Labano riferiscono al padre della fortuna di Giacobbe, Rachele e Lia approvano la decisione di Giacobbe di tornare nella terra di Canaan
- Giacobbe in fuga verso Canaan con la famiglia e le greggi; Dio appare in sogno a Labano, Labano raggiunge Giacobbe e cerca invano nel suo accampamento gli idoli rubati da Rachele
- Giacobbe in viaggio guidato dagli angeli, con davanti messaggeri incaricati di portare ad Esaù branchi di bestiame in dono; Lotta di Giacobbe con l'angelo, Giacobbe va incontro all'esercito di Esaù con la famiglia e si prostra ai piedi del fratello
- Giacobbe erige un altare nel terreno acquistato presso la città di Salem, Sichem violenta la figlia di Giacobbe Dina e poi cerca di confortarla; i figli di Giacobbe vendicano la sorella Dina uccidendo tutti gli abitanti maschi di salem e saccheggiando la città

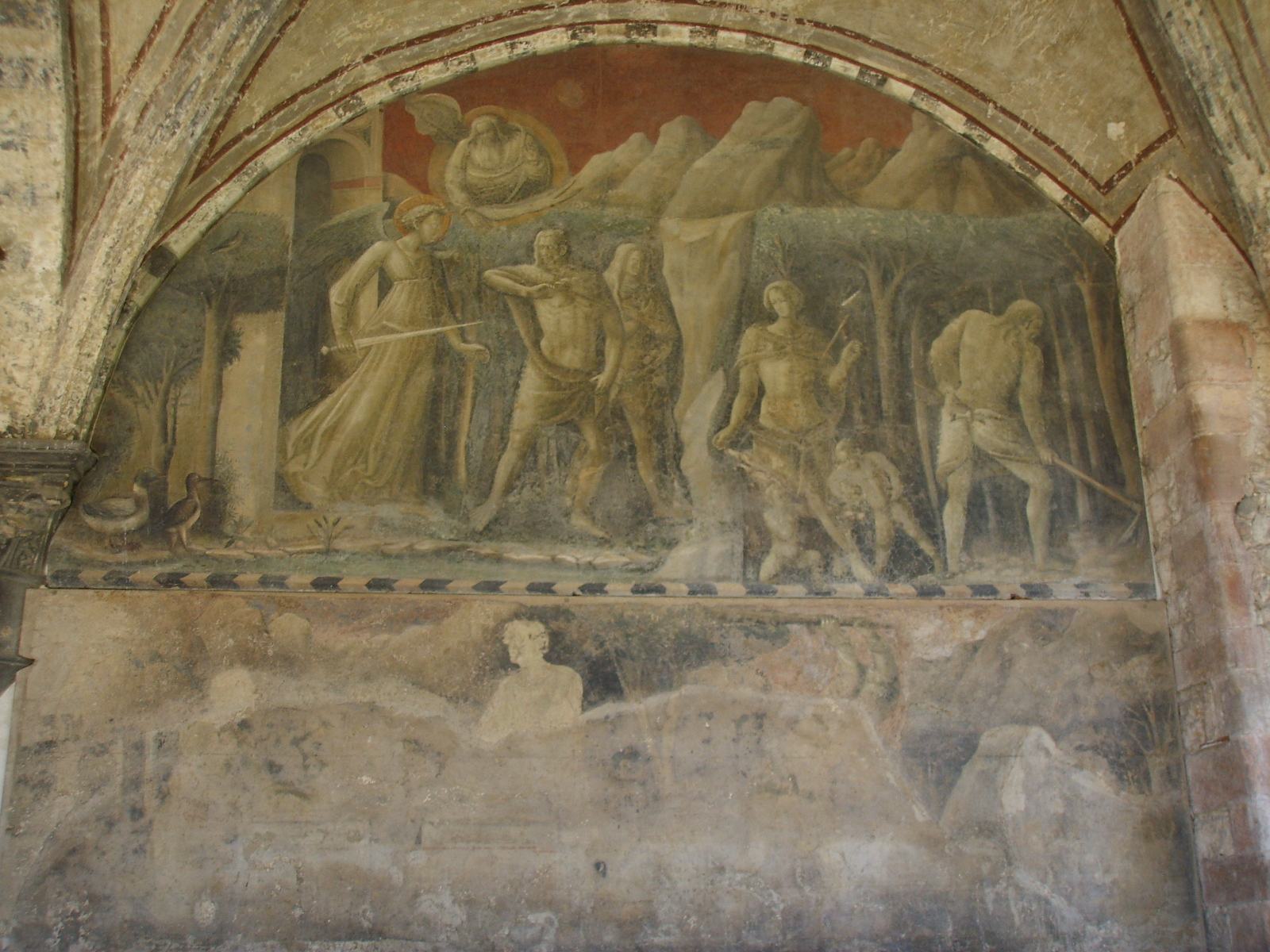
Cacciata dal Paradiso terrestre e Lavoro dei progenitori, Caino e Abele, bottega di Paolo Uccello
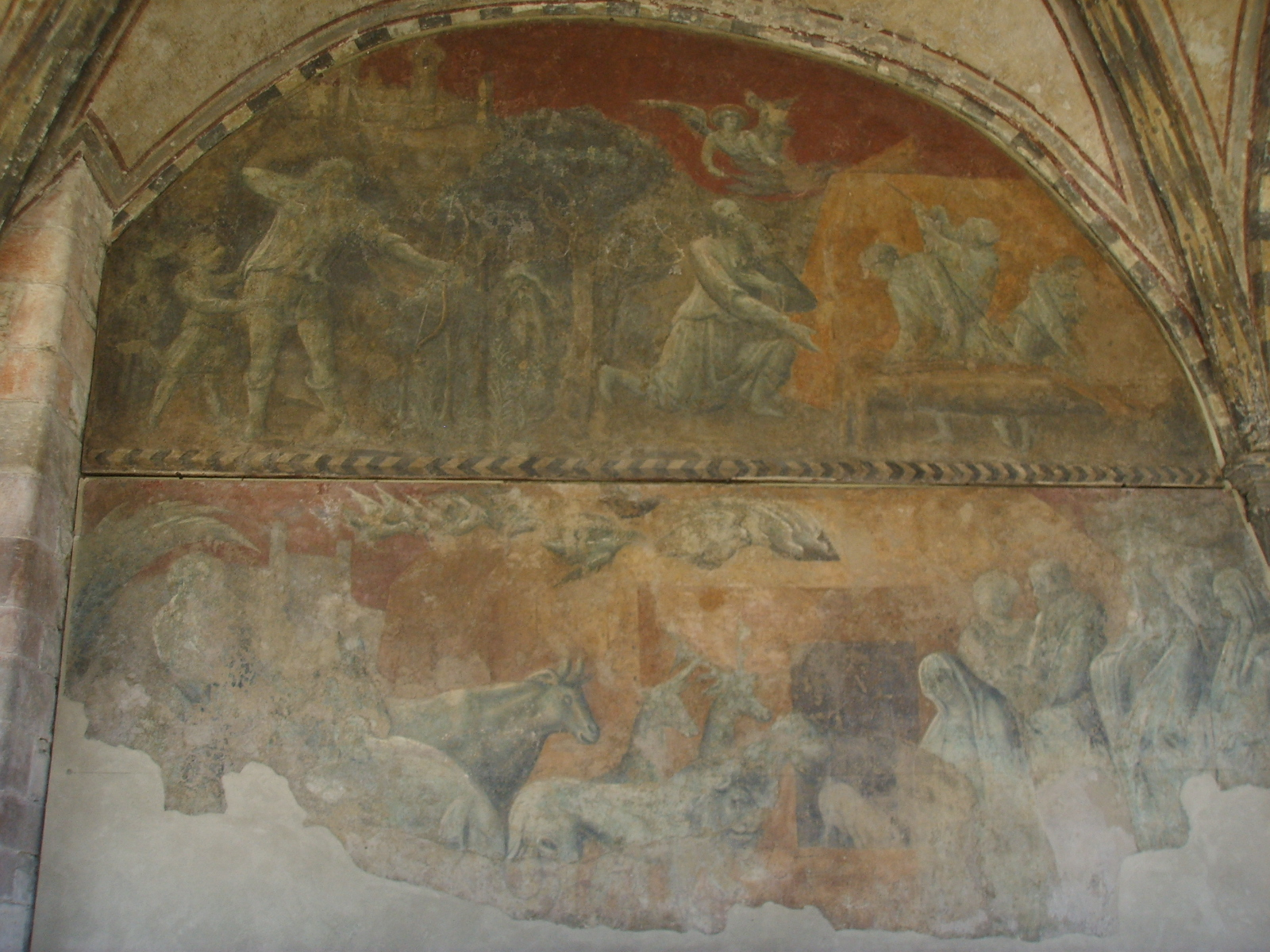
Lamelech (Uccisione di Caino) (lunetta) e l'Arca di Noè, bottega di Paolo Uccello
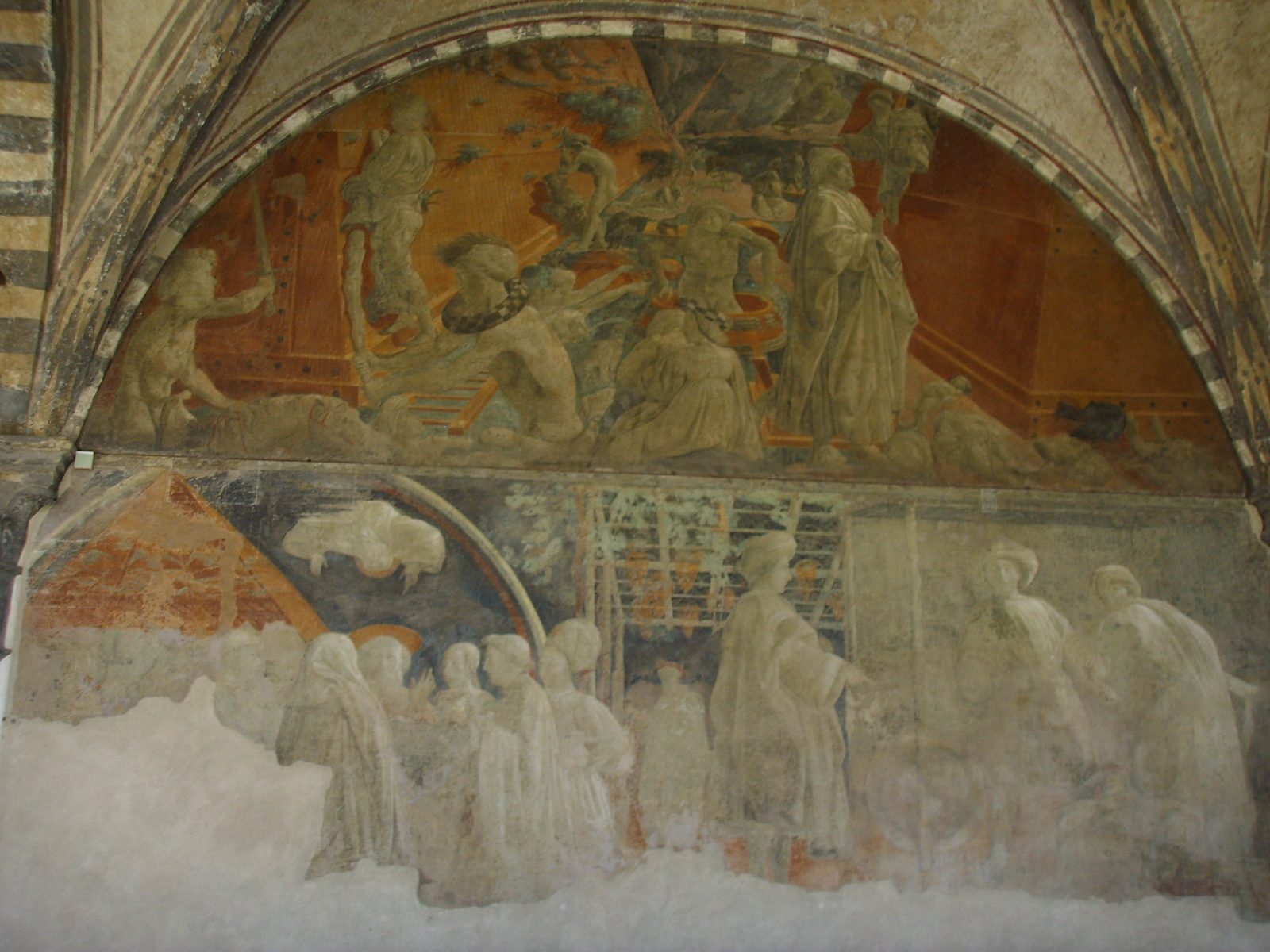
Il diluvio Universale e Ebbrezza di Noè, Paolo Uccello
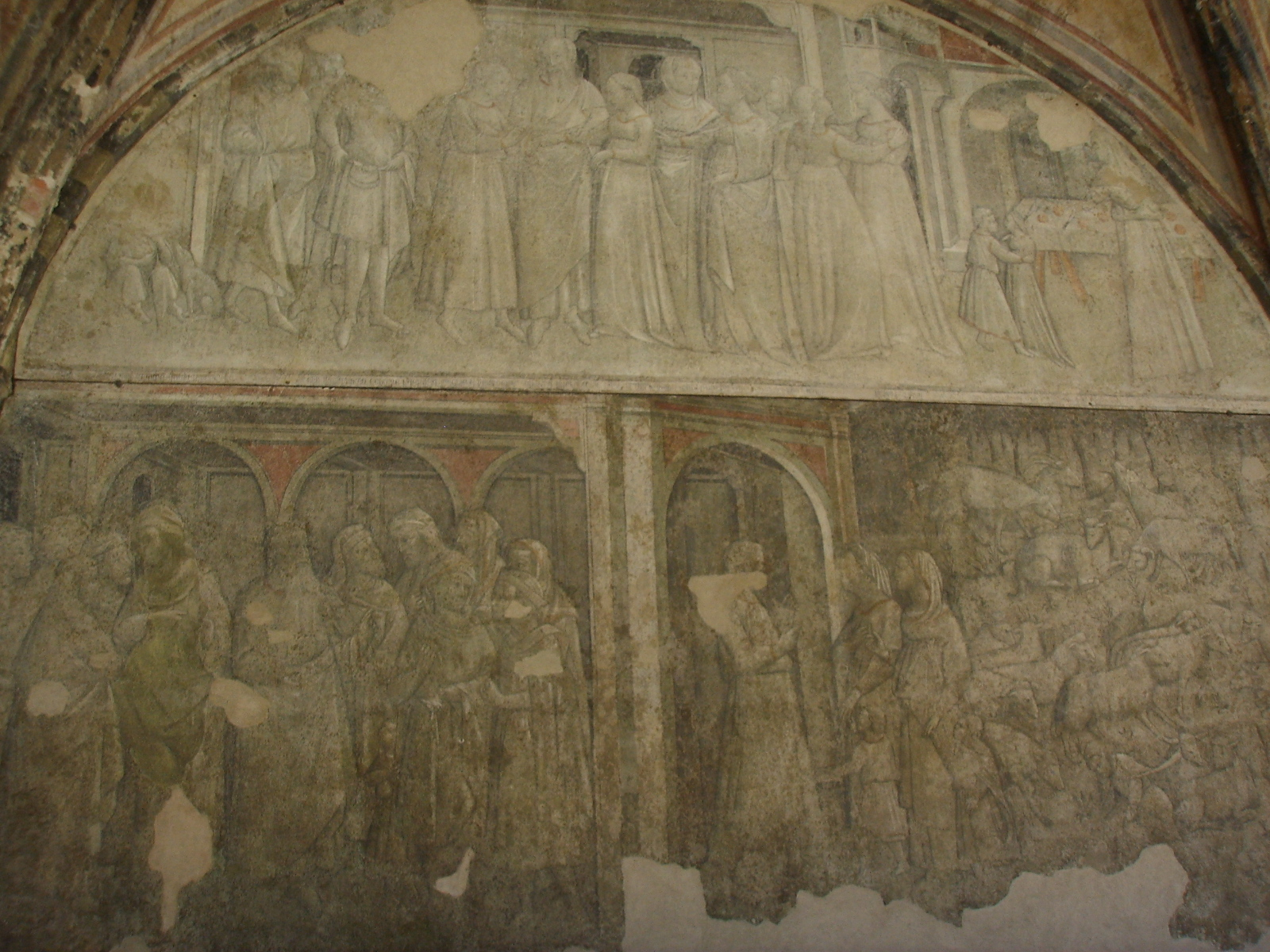
Gli altri affreschi del Chiostro verde, Storie di Abramo